# سونیک سوپراستارز
سونیک سوپراستارز (به انگلیسی: Sonic Superstars) یک بازی پرشی توسعه‌یافته توسط آرزست و سونیک تیم می‌باشد که در سال ۲۰۲۳ توسط سگا منتشر گردید.